# Набеги Кумыков

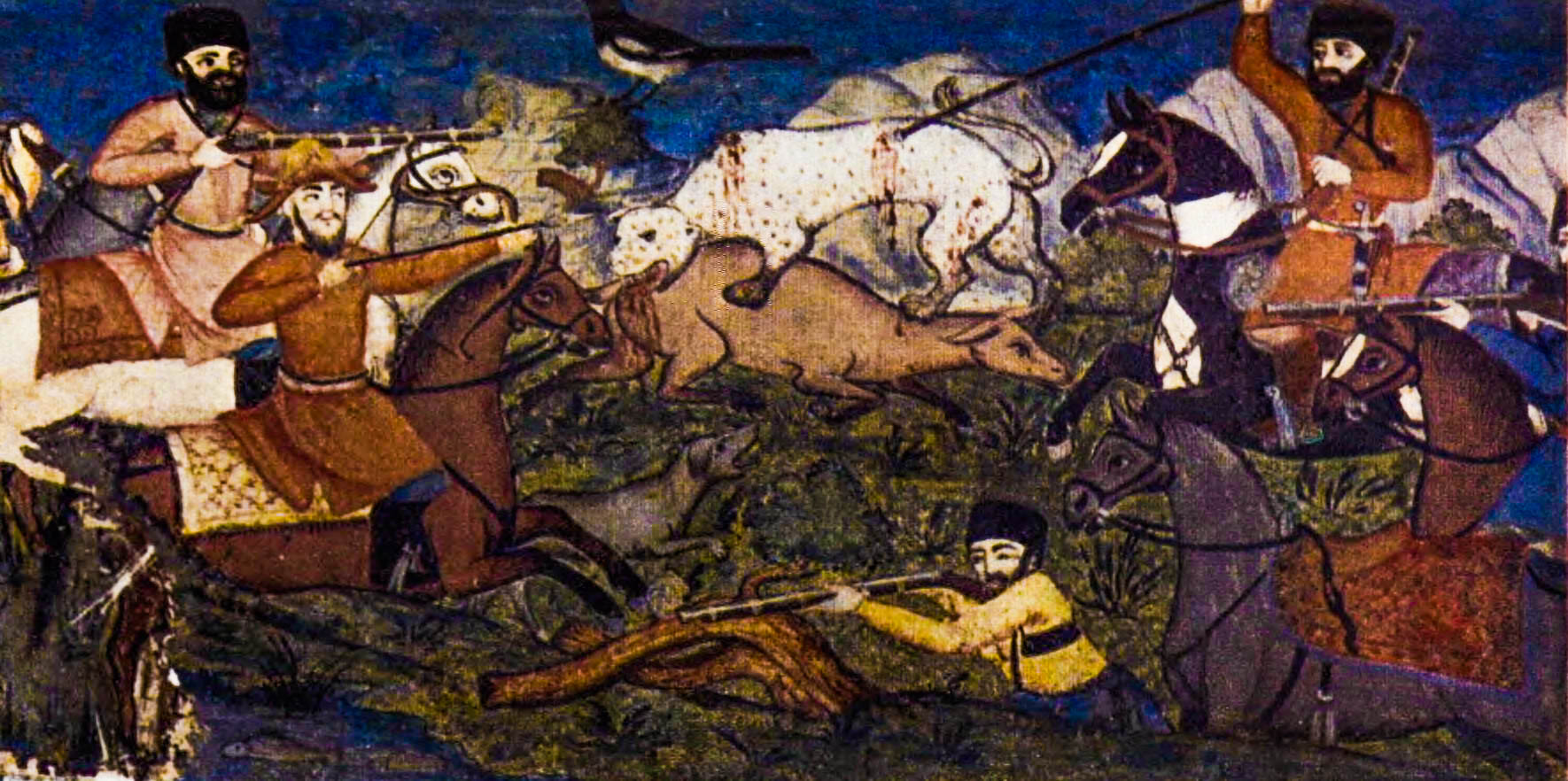
Изображение подвигов ханских, их браней против разбойников горных (аварцев, кумыков)

Набеги кумыков — грабительские походы правителей Кумыкии, совершаемые против кавказских и закавказских государств.

## Набеги на Грузию (Кахетию)
Еще до конца 80-х годов XVI в. между шамхалом Тарковским и царем Кахетинского царства в нормальном русле продолжали развиваться традиционные культурные и социально-политические отношения. Для Кахетии было выгодно поддерживать мирные отношения с шаухалом Тарковским, поскольку шамхальство являлось естественной преградой, защитой от вторжения враждебных сил. Лишь к концу XVI в. отношение шамхальства с Кахетией осложнились. По мнению историка Н.А. Бердзенишвили причиной ухудшения связей между правителями Кахетии и шамхальства являлось вмешательство Кахетинского царя во внутренние дела шаухала и главным образом из-за овладения дорогой, проходящей из Кахетии на Северный Кавказ и в Московское царство, по территории шамхальства. Другой причиной, академик Бердзенишвили считает, что царь Кахетии Александр II отказался быть в родстве с шамхалом и дружил с недругом последнего Об этом русскому царю сам Александр II сообщает:

 «…Преж сего отец мой Левонтей жил с Шевкаловым отцом в дружбе и в соединение, не токмо б меж собя мы воеватис, и на недругов стояли вместе; а мне с шевкалом учинилась недружба потому: сватался за меня шевкал сестрою своею, и яз у него не женился…И с тех пор учал шевкал на мою украйну приходити из крадом и села и деревни жог и людей сек и в полон имал и в бусурманскую свою веру силою приводил»
 Нападения шамхальцев на Кахетию в XVI в. привели к тому, что экономика ее разваливалась, а силы таяли. Набеги кумыков на Грузию, можно поставить на одну доску с иранской и турецкой агрессией. Известный русский историк Н.М. Карамзин отмечает: «Сия область древней Иверии, менее подверженная набегам Дагестанских Кумыков, представляла и менее развалин, нежели Восточная Грузия или Кахетия» В своем труде С.А. Белокуров приводит довольно много сведений о нападениях кумыков на Кахетию.

 Так, например, царь Кахетии Александр II через послов своих в Москве подчеркивал, что главный и постоянный враг Кахетии– это «шевкал»

 «У него кумыцкие люди землю его извоевали и крестьян его в полон поимали; а от твоих де ему государевых людей помощи и пособи нет»

 кумыцкие люди, государь, сева лета приходили воевать многижда Грузинские земли; и в июне месяце вместе с турскими людьми, из Шемахи пришод, взяли у Грузинскова лутчее место Загем и людей многих побили, а иных поимали, и товары многие поимали и царев двор разорили и наряд, который был в Загеме, поимали весь. И ныне, государь, приходят безпрестани кумыцкие люди на Грузинскую землю войною. А стать некому, что ни  было воинских людей, те все у шаха с царем Александром»
    Временами, будучи не в силах вести борьбу с шаухалом Тарковским, царь Александр II вынужден был откупаться от набегов шаухала. Так, например, в 1596-1599 гг.: «Александр царь ныне к шевкалу платье(дань) посылает, для того чтоб шевкал людем своим на Иверскую землю ходити войною не велел» 

Кахетинские князья Сорозан и Арам сообщали, что «государь наш Александр с шевкалом не дружитца; а поминки посылает по неволе, что с ним управитца не мочно»
 Агрессивная политика шамхальства Тарковского к Кахетии заставляло ее искать помощь у Московии, которая завладев Волго-астраханской торговой магистралью вышла к Тереку и рвалось на Кавказ. Утверждение турков-османов в Закавказье сыграло не менее отрицательную роль для Грузии, поскольку, как  правители Сефевидского Ирана, так и Османской империи, использовали Ислам как средство традиционного идеологического нажима на не мусульманское население Кавказа, а Московское царство в этих же целях использовало христианство. В борьбе между шаухалом и Кахетинским царем Москва открыто встала на сторону единоверной Кахетии. По просьбе кабардинских князей и, в особенности Кахетинского царя, умолявшего русского царя защитить его страну от шаухала, Московское государство развязывает войну против Тарковского шамхальства
В 30-40-е годы XVII в. при царе Теймуразе I Кахетинское царство вновь подверглась нападениям кумыков которые производили там ужасные опустошения. Так, Теймураз I сообщает русскому царю, что 

«…Кумычане (Кумыки) разорили всю мою Кахетинскую землю и Святые церкви, крадучи пуще Шаха и иных  недругов; и о том молим и просим, у Великого вашего Царствия…помощь на тех Кумычен…»
 По сведениям русского посла в Кахетии 1640-1643 гг. Ефима Мышецкого,

Кумыки совершенно разорили Кахетию истребив и захватив многих в плен Он же отмечает, что царь Кахетии неоднократно просил русского царя оказать ему военную помощь в борьбе против кумыков
    Следует отметить, что на протяжении  XV-XVII вв. грузинские цари и владетельные князья придавали важное значение военно-политическим связям с кумыками. Родственные отношения с Тарковскими правителями, а также воинственность шамхальцев, позволяли грузинским царям опираться на их военную помощь во время войн и частых междуусобиц. Так, в 1574 г. сыновья покойного царя Левана Элимирза, Вахтанг и Хосро рожденные от дочери шамхала, заручившись его военной поддержкой начали борьбу за трон с Александром рожденного от другой жены царя Левана  Охрана северо-восточных границ имело для грузинской аристократии большое значение. С этой целью, некоторые представители из династии Тарковских даже переходили на военную службу к грузинским царям. От них берут начало некоторые известные грузинские фамилии. Русские послы побывавшие в Кахетии сообщали, что от Греми до Загема поселены были кумыки, которые должны были защищать границу владений царя Теймураза I от самих кумыков.

## Набеги на Кабарду
Занимая равнины и предгорья по притокам Терека, по его левому и правому берегу, кабардинцы оттеснили в горы предков карачаевцев и балкарцев живших там в это время. Так, источник сообщает следующее:

«Наиболее же многочисленное племя адыге–кабардинцы выдвинулись к Пятигорью и к р. Тереку и Малке. По преданию, кабардинцы переселились сюда с берегов Черного моря…Встретив здесь татарские поселения, кабардинцы отодвинули их к степи или заперли в горных ущельях»
  Вторжение пришлых племен во владения шамхала Тарковского привело к столкновению с последним, поскольку шамхалы, считали себя исконными владетелями предгорий и равнин Северного Кавказа. Начиная с 50-х гг. XVI в. шаухал начал вести войну с кабардинскими князьями, осевшими на среднем течении Терека, выступая в защиту своих ближайших сородичей-карачаево-балкарцев. Так, в 1552-1553 гг. в сражении с кабардинцами гибнет Мухаммад шаухал, сын шаухала Амал-Мухамма- да А в 1566 г. в бою с кабардинцами также гибнет и Будай шаухал, брат покойного Мухаммада шаухала Но последним активную помощь оказывали царские отряды. Борьба восточных адыгов– кабардинцев с шамхалами не могла быть успешной. Поскольку, в военном отношении кабардинцы значительно уступали им, а также не располагали многочисленной армией, которой владели шамхалы. К тому же, отсутствием признаков государственности и единства Кабарды часто пользовались их соседи– Крымское ханство и Ногайская Орда, постоянные набеги которых вынуждали Кабарду искать защиты у Московских царей. Военные успехи Московского царства в борьбе с Казанским и Астраханским ханствами приводят к тому, что ряд главных кабардинских князей обратились за помощью к русскому царю с просьбой принять их в русское подданство и оказать им военную помощь не только против крымских татар и ногайцев, но и против  кумыков, неоднократно разорявших поселения (улусы) кабардинцев. Так, в одном из источников говорится, что: 

 Сыновья кабардинского князя Темрюка Идарова Булгерук и Салтанук просили царя Ивана IV защиты от «Шавкальского владетеля» и царь обещал им защитить «Черкас (кабардинцев.-С.Б.) от Шавкальцев
 Кабардинский же князь Чюрук Мурза Черкасский от лица свех кабардинцев просто умолял царя прислать к ним воеводу для их защиты По мнению историка Шора Ногмова, вассал шамхала уцмий Каитага был самым опасным врагом кабардинцев. Он много раз вторгался в Малую Кабарду и производил там ужасные опустошения.     После ряда обращений кабардинских владетелей в Москву за помощью в 1557 г. Кабарда была принята в подданство Московской Руси. Не имевшие серьезных военных ресурсов для борьбы с шамхалом, кабардинские князья стали участвовать в завоевательских походах царских войск 1588, 1589, 1591 и 1604 гг. против шамхала Тарковского. Однако, громкие победы шамхалов над вторгнувшимися русско-кабардинскими частями в конце XVI-начала XVII вв., вынудили многих кабардинских князей принять сторону шаухала и поддерживать его политику. Так, внушительная победа кумыков над русской армией в 1605 г. оказало влияние на связи Московской Руси с народами Кавказа. Терские воеводы еще в 1601 г. сообщали царю, что 

 «…Солох князь Кабардинский и все Кабардинские Черкесы тебе государю, не служат и не прямят,…Солох и Казый с Кумыцкими людьми в миру и в одиначестве
 В 1635 г. сын упомянутого Султан-Махмуда Айдемир шаухал со своим войском совершил карательный поход в Кабарду на владения князя Клыча Саусланова:

 «…Айдемир-мурза, с своими кумыцкими людьми приходил на Клыч-мурзины сабаны и Клыча-мурзу на сабанех  убил. А что было с ним на сабанех ево людей и лошадей и животины, и он де многих ево людей побил, а иных в ясырство поймал, а лошеди и животину отогнал …а чаяли государь, тово ево походу в Кабарду для ясаку на своих ясачных людей»
 В 1641 г. Айдемир шаухал вновь совершил поход в Кабарду, но в результате ожесточенного сражения на реке Малка он потерпел поражение и погиб. Многие его воины и союзники были перебиты. Однако, надолго освободиться от вассальной зависимости кабардинским владетелям не удалось. После битвы на реке Малка, князья Малой Кабарды ослабленные полным разгромом, оказались в вассальных отношениях у Казаналпа Эндиреевского, младшего сына Султан-Махмуда В документе 1643 г. упоминаются кабардинские владельцы которые «голдовали»(были вассалами) Султан-Махмуду Эндиреевскому: «Мирдаров сын Казый, да Шалухов сын Келмамет, да Азнавуров сын Сарукай» Следует также отметить и то, что Казаналп мурза во время своего правления в Эндирее, разгромил владения многих кабардинских князей не изъявлявшие ему покорность,пополняя тем самым число своих вассалов и влияя на политику на Северном Кавказе. В 1646 г. он совершает опустошительный поход по Тереку на владения кабардинского князя  Муцала Черкасского, который являлся весьма влиятельным и верным вассалом Московского царя:

 «И он государь, Казаналп мурза»,-писал с жалобой Муцал Черкасский царю,-«…на тех моих улусных розгонных людишек с своими  людьми  ходил  и  тех  моих людишек побил же и жон их и детей в  полон имал и животинные стада и конские табуны многие поимал жа. И ныне он, Казаналп мурза тех моих улусных людишек и животинные стада и конские табуны держит у себя ж, а  мне, холопу твоему, не отдает»
 После смерти последнего влиятельного владетеля Эндиреевского княжества– Казаналпа, его потомки утратили власть над Кабардой и землями Центрального Кавказа, за исключением Ичкерии и Чечни. Шамхал Тарковский к началу XVIII в. также теряет контроль над Кабардой. На землях Центрального Кавказа расположено было немало кумыкских сел, входившие очевидно как в Шамхальство Тарковское, так позднее и в Эндиреевское княжество: село Эндери (ныне Терское, упоминается в 1632 г.) на реке Курп, Чекола (Уч-Кол, XVII-XVIII вв.), Кызыл-Яр и Бекиш-юрт в Северной Осетии, село Мукуш (XVIII в.) в Кабардино-Балкария и другие. Эвлия Челеби, описывая крепость Шад-Керман на реке Дженджек что в Большой Кабарде, отмечает: «Комендант этой крепости– Маджар Мухаммед-ага, подчиненный Мухаммед-Гирею. [Здесь] есть один байрак дежурных джигитов-сегбанов. Кадием [сюда] хан назначил Тухтар Хаджи-Али, из кумыков. Вместе с ним в этой крепости прочно обосновались 100 кумыкских молодцов-джигитов. Все они– мусульмане единобожцы толка Шафи». В дальнейшем, эта крепость получило название Хаджи-Ка- ла, в  честь  Тухтар  Хаджи-Али.

## Набеги на Сефевидское государство
Шамхалы Тарковские так же вторгались и в Сефевидское государство, имееться сведение как шамхал рагромил 100 тыс войска Сефивидов: 

 Но недавно между Шефкалом и королем Персии возникла кровавая война, вызванная различными причинами, но главным образом потому, что король Персии привык посылать ежегодно большие подарки, чтобы предупредить грабежи[дань], несколько лет он упустил это сделать, почему Шефкал, перейдя границы Персии, оттуда увозил большие средства, против чего король Персии выслал мощную армию почти из 100 тысяч человек, на которую Шефкал и чиркассы так напали, что после больших потерь она должна была отступить, и этот Шефкал неоднократно успешно боролся с персами. Рассказывают еще, будто этот Шефкал похвастался, что, если король Персии ему не пошлет упомянутые подарки, еще и с признанием, то он попытается разрушить все государство Персии с этой стороны.
В Государственном Российском архиве, имеется сведения о выплаты дани. Шамхал Тарковским:

"Сего пригорного народа в тех сторонах безмерно боятся, а паче в страхе персияне, которые для опасенья своего кумыцким князьям и шевкалам будто жалованье дают и ежели разсуждать их дела, то подобно дани, и расход великий от шаха персидского владельцам кумыцким повсягодно бывает".